# Corylopsis rotundifolia
Corylopsis rotundifolia är en trollhasselart som beskrevs av Hung T. Chang. Corylopsis rotundifolia ingår i släktet Corylopsis och familjen trollhasselfamiljen. Inga underarter finns listade i Catalogue of Life.